# Унбинилијум
Унбинилијум (лат. Unbinilium), такође познат и као ека-радијум или једноставно елемент 120, хемијски је елемент са атомским бројем 120 и симболом Ubn. Унбинилијум и Ubn је привремено систематско  име односно симбол, док стално име не буде одабрано у будућности. У периодном систему елемената, очекује се да ће да се смести у s-блок, и то као земноалкални метал и други елемент у осмој периоди.
Било је неколико покушаја од стране америчких, немачких и руских научника да синтетишу овај елемент; сви су били неуспешни. Његова позиција као седмог земноалкалног метала говори да би имао слична својства као и ови до сада откривени метали (берилијум, магнезијум, калцијум, стронцијум, баријум и радијум); међутим, релативистички ефекти можда ће да изазову девијације у неким од својстава овог елемента у односу на оно што се очекује директном применом периодичних законитости. На пример, очекује се да ће унбинилијум да буде мање реактиван од баријума и радијума и да ће да се понаша сличније стронцијуму; елемент би требало да покаже карактеристично +2 стање оксидације земноалкалних метала, али такође је предвиђена могућност да ће стање оксидације да буде +4 што је до сада непрепознато стање код било ког од земноалкалних метала.